# アマウリ・カサーニャ
アマウリ・アントニオ・カサーニャ・マルティ（Amaury Antonio Cazana Marti、1976年10月9日 - ）は、キューバ・マタンサス出身のプロ野球選手（外野手）。右投右打。現在はフリーエージェント（FA）。

## 経歴
1996年シーズンより、キューバ国内リーグであるセリエ・ナシオナル・デ・ベイスボルのココドゥリロス・デ・マタンサスに所属。
2004年シーズンを最後にキューバから亡命し、2005年に北米独立リーグ・カナディアン・アメリカン・リーグのエルマイラ・パイオニアーズと契約。17試合に出場して、打率.354、2本塁打、12打点の成績を残した。
2006年のMLBドラフト18巡目（全体556位）でセントルイス・カージナルスに指名され入団。
2006年はA+級パームビーチ・カージナルス、AA級スプリングフィールド・カージナルスでプレー。
2007年はAA級スプリングフィールドでプレー。またこの年から、7月まではメキシカンリーグにレンタル移籍してプレーするようになった。
カージナルスではメジャーに昇格することはなく、AAA級メンフィス・レッドバーズに所属していた2012年5月に自由契約となった。その後は前年にレンタルで所属していたメキシカンリーグのモンクローバ・スティーラーズと契約した。以降はメキシカンリーグでプレー。
2014年5月に所属していたティフアナ・ブルズを自由契約となった。
以降はいずれのプロ球団にも所属していなかったが、2018年7月にドスラレドス・オウルズと契約し、4年ぶりにメキシカンリーグに復帰した。2019年まで所属し退団した。